# Arturo Lezcano
Arturo Lezcano (Ourense, 1939) és un escriptor gallec.

## Biografia
Lezcano va estudiar dret i periodisme a Madrid i va iniciar la seva relació amb la cultura gallega en la tertúlia d'Ourense de Vicente Risco. En els anys seixanta va desenvolupar una àmplia activitat en el món dels cinema clubs, que rememora en el seu llibre Ourense, cittá aperta (1999), encara que professionalment es va dedicar des de molt jove al periodisme. Va ser director de Ferrol Diario, del qual va publicar un manual el 1993, i va treballar en La Región i en La Voz de Galicia, periòdic del qual va ser redactor en cap. El 1987 va rebre el Premi de Periodisme de Galícia i el 1991 va obtenir el Premi Julio Camba. Com a narrador, es va donar a conèixer en l'Antoloxía da literatura fantástica en lingua galega, d'Antón Risco (1993), i després va publicar Os dados de Deus (1994), un llibre de relats en el qual apareixen moltes de les línies temàtiques de Só os mortos soterran os seus mortos (2001), un recull de relats fantàstics amb presència destacada del conte de por.